# توماس لامبرت
توماس لامبرت (بالإنجليزية: Thomas Lambert)‏ هو صحفي نيوزلندي، ولد في 3 ديسمبر 1854، وتوفي في 17 أبريل 1944.